# Return to Fantasy
Return to Fantasy – ósmy album brytyjskiej rockowej grupy Uriah Heep wydany w maju 1975.

## Lista utworów
| 1. | "Return to Fantasy" (Hensley, Byron)               | 5:52  |
|    |                                                    |       |
| 2. | "Shady Lady" (Hensley, Box, Byron, Kerslake)       | 4:46  |
|    |                                                    |       |
| 3. | "Devil's Daughter" (Byron, Box, Hensley, Kerslake) | 4:48  |
|    |                                                    |       |
| 4. | "Beautiful Dream" (Hensley, Byron, Box, Kerslake)  | 4:52  |
|    |                                                    |       |
| 5. | "Prima Donna" (Byron, Box, Kerslake, Hensley)      | 3:11  |
|    |                                                    |       |
| 6. | "Your Turn to Remember" (Hensley)                  | 4:22  |
|    |                                                    |       |
| 7. | "Showdown" (Hensley, Box, Byron, Kerslake)         | 4:17  |
|    |                                                    |       |
| 8. | "Why Did You Go" (Box, Byron, Hensley, Kerslake)   | 3:53  |
|    |                                                    |       |
| 9. | "A Year or a Day" (Hensley)                        | 4:22  |
|    |                                                    |       |
|    |                                                    | 40:23 |
|    |                                                    |       |

## Twórcy
- David Byron – wokal
- Ken Hensley – gitara, keyboard, syntezator, wokal
- Mick Box – gitara
- John Wetton – bas, melotron, wokal
- Lee Kerslake – perkusja, wokal